# Max Tetzner
Max Robert Dietrich Tetzner (Groningen, 25 september 1896 – Amsterdam, 7 januari 1932) was een Nederlands voetballer en schaatser. Als voetballer speelde hij drie keer in het Nederlands elftal.

## Clubvoetbal
Max Tetzner speelde, later samen met zijn jongere broer Hans Tetzner, vanaf de zomer van 1911 voor Be Quick uit Groningen. Max speelde meestal rechtsbuiten. Aanvankelijk speelde hij in het tweede elftal, waarmee hij direct drie keer op rij kampioen werd alvorens naar het eerste elftal over te stappen. Met Be Quick werd hij negen keer op rij noordelijk kampioen. Max Tetzner debuteerde in het eerste van Be Quick op 11 oktober 1914 in de thuiswedstrijd tegen Achilles. Hij scoorde gelijk een hattrick. Het hoogtepunt kwam in 1920 toen Be Quick landskampioen werd. Zijn laatste wedstrijd speelde hij op 11 februari 1923 thuis tegen Achilles. 

## Vertegenwoordigend voetbal
Zoals vrijwel het hele kampioensteam werd ook Tetzner vervolgens geselecteerd voor het Nederlands elftal. Hij maakte zijn debuut op 12 juni 1921 in een uitwedstrijd tegen Denemarken. Hij speelde in totaal drie interlands.
Max Tetzner speelde ook verscheidene malen in het noordelijk elftal, waaronder vijf keer op rij in de jaarlijkse semi-interland tegen Noord-Duitsland, voor de oorlog de belangrijkste wedstrijd van het noordelijke voetbalseizoen
Tussen 1919 en 1923 speelde hij viermaal in het elftal van De Zwaluwen. En in 1921 en 1922 speelde hij tweemaal mee in de stedenwedstrijd tussen Groningen en Amsterdam.

## Schaatsen
Naast een begenadigd voetballer was Max Tetzner ook een getalenteerd schaatser. In 1919 en 1922 werd hij Nederlands allround kampioen schaatsen. De eerste maal won hij drie van de vier afstanden en in 1922 alle vier. In 1929 schaatste hij de vierde Elfstedentocht uit.

## Bijzonderheden
De vader van Max, de in Groningen bekende bloemist Carl Paul Tetzner, was in Duitsland geboren. Max was de eerste 22 jaar van zijn leven Duitser. Op 26 april 1919 is hij tot Nederlander genaturaliseerd (zie Staatsblad 687 van dat jaar).
In alle twaalf jaren dat Tetzner competitievoetbal speelde voor Be Quick werd hij kampioen. 
In het dagelijks leven was Max Tetzner werkzaam als keel-, neus- en oorarts. Hij overleed in 1932 op 35-jarige leeftijd aan een infectie.

## Palmares
| Nationaal                |    |                                                       |
| Kampioen van Nederland   | 1x | 1920                                                  |
| Regionaal                |    |                                                       |
| Kampioen van het noorden | 9x | 1915, 1916, 1917, 1918, 1919, 1920, 1921, 1922, 1923, |
| Groninger Dagbladbeker   | 3x | 1914, 1919, 1922                                      |

## Resultaten als schaatser
| jaar | NK Allround |
| ---- | ----------- |
| 1919 | Goud        |
| 1922 | Goud        |